# 智能生物材料
智能生物材料，是利用感知环境刺激功能对人体组织和器官进行动态分析、处理、判断并实施诊断、修复或增进其功能的材料。